# Dezinflacja
Dezinflacja – obniżanie stopy inflacji, czyli wolniejszy wzrost cen.